# Dot-Kliff
Das Dot-Kliff ist ein Kliff im ostantarktischen Viktorialand. In der Royal Society Range ragt es am westlichen Ende eines vereisten Sporns zwischen den Dimick Peaks und dem Berry Spur auf.
Das Advisory Committee on Antarctic Names benannte es 1994 nach seiner punktförmigen Erscheinung.